# Demonax offensus
Demonax offensus är en skalbaggsart som beskrevs av Holzschuh 1992. Demonax offensus ingår i släktet Demonax och familjen långhorningar. Inga underarter finns listade i Catalogue of Life.